# 石訓
石訓（?—?），后晋宗室，曾祖父石昱，祖父石萬詮，是后晋高祖石敬瑭三叔，父亲石敬威。
石敬威被封为广王，石敬威死后，石训嗣位广王。后晋灭亡后，石訓在后汉担任左武卫将军。乾祐二年（949年），石训和右武卫将军石懿在八月中秋，祭祀后晋五庙，命倡妇宿于斋宫，鸿胪寺弹劾，九月辛酉，汉隐帝刘承祐将石懿、石训并停任。